# Müllschlucker

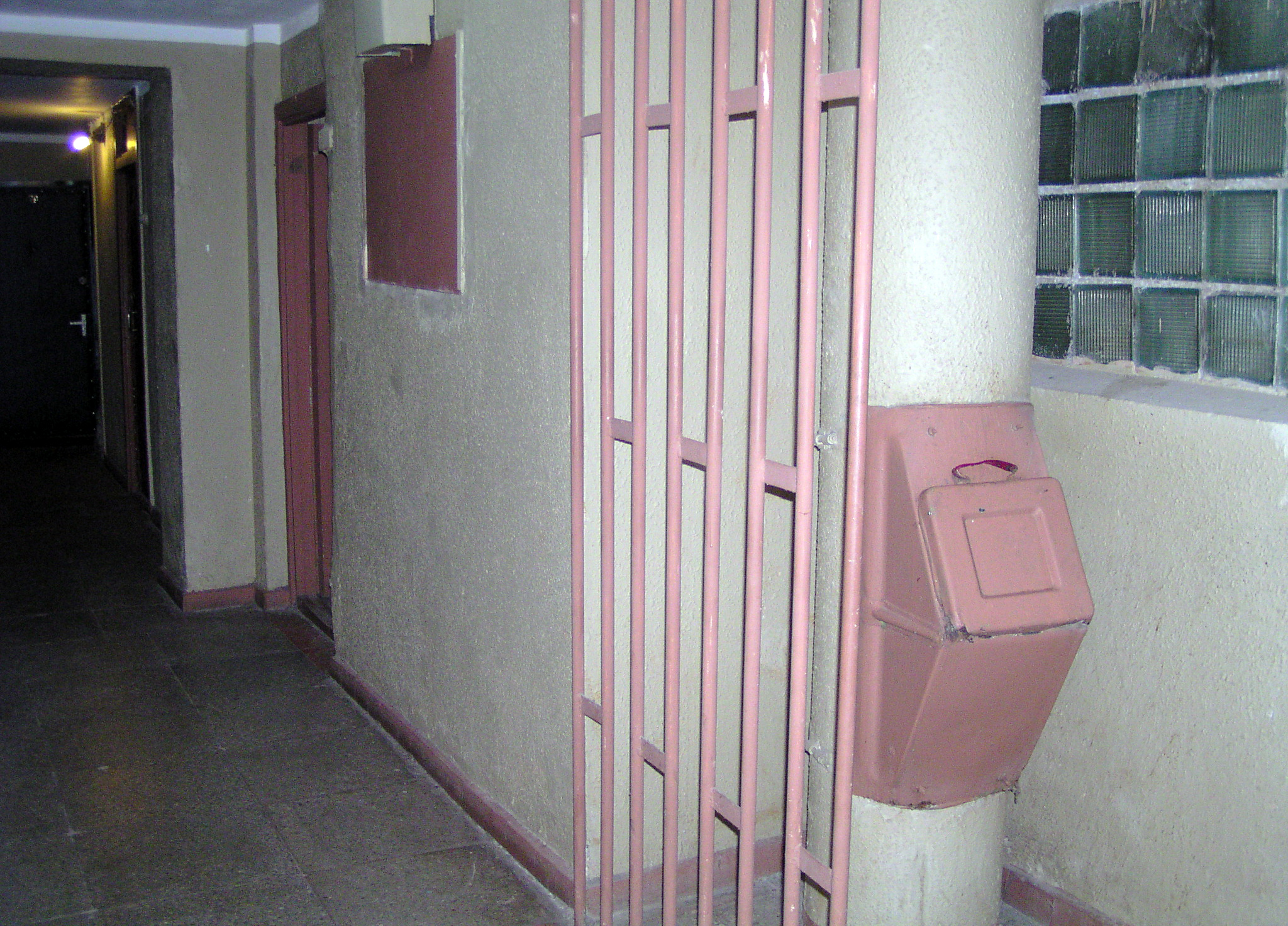
Abfallschacht in einem Ziegelsteinhaus in Moskau

Müllschlucker, Müllabwurfanlage, Müllabwurfschacht oder Müllschacht nennt man zentrale Abfallbeseitigungsanlagen, die in der zweiten Hälfte des 20. Jahrhunderts häufig in größeren Wohnneubauten installiert wurden. Die Funktionsweise basiert auf Schächten mit Einschüttöffnungen in jeder Wohnung oder dem Treppenflur, die zu zentralen Stauräumen oder Großbehältern führen, die sich meistens im Keller des Gebäudes befinden. Manche Anlagen zerkleinern, pressen oder verbrennen den Müll auch gleich, um dessen Volumen zu reduzieren.

## Geschichte

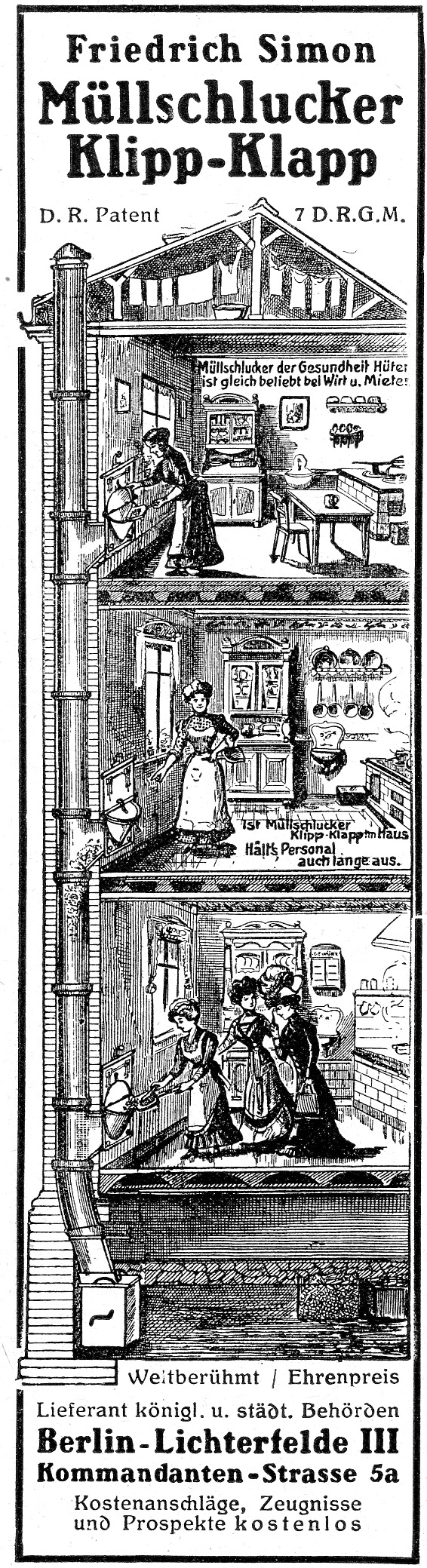
Werbung von 1913

1913 wurde die Einführung von Müllschluckern in größeren Mietshäusern im Deutschen Reich als Hygienefortschritt vermerkt. Ab 1923 arbeitete der schwedische Architekt Sven Wallander (1890–1968) mit Müllschluckern und sie wurden in den 1930er Jahren zur Standardausstattung in allen Wohnhäusern der HSB-Kooperation.
Seit Anfang der 1970er Jahre gab es in einigen Neubaugebieten auch Müllsauganlagen, die den Müll zentral für ganze Wohngebiete ansaugten. Auch dabei erfolgte der Einwurf des Abfalls über Müllschlucker.
Müllschlucker wurden in Österreich in Hochhäuser (eher erst ab 5-stöckig) in den 1960er und 1970er Jahren verbaut. Typischerweise sind die im Stiegenhaus (nach Möglichkeit etwas abseits von Wohnungstüren) in einer Wand liegenden Einwurföffnungen mit einer seitlich angelenkten lackierten Blechtür verschlossen. Ein Griff erleichtert das Öffnen, häufig ist die Tür verriegelt. Zum System Türschlucker gehört je ein Müllsammelbehälter für jede Wohnpartei, aus verzinktem Eisenblech, L×B×H 20 × 20 × 25 cm groß und mit wegschwenkendem Drahthenkel. Hinter dieser kleinen Tür befindet sich meist eine Schleuse. Bei einem Typ ist diese nicht mit der Tür gekoppelt und kippt selbständig nach innen: Diese muss an einem Handgriff durch Ziehen geöffnet werden, der Müllbehälter eingestellt, die Schleuse samt Behälter eingekippt, zurückgedreht und der entleerte Behälter wieder herausgenommen werden. Die Schleuse kippt hinein, die Tür ist zu verschließen. Bei einem anderen Typ, erkennbar an einem etwa kreisförmigen Aluguss-Drehgriff von etwa 12–14 cm Durchmesser, schließt dieser über einen Riegel die Tür, betätigt aber auch durch eine Drehung von etwa 180° über eine Klauenkupplung das seitliche Kippen der Schleusenkammer. Es kann natürlich auch Müll in einem kleinen Sack eingestellt und durch Kippen dem freien Fall übergeben werden. Zahlreiche Anlagen sind schon stillgelegt, dauerhaft verschlossen oder rückgebaut.
In der DDR wurden z. B. die Plattenbauten vom Typ P2 mit Müllschlucker ausgestattet. Hier gab es jeweils neben der Fahrstuhltür (also alle 3 Etagen) einen Raum mit einer Einwurfmöglichkeit.

## Aktuelle Situation
Im Zeitalter des Recyclings gilt die Entsorgung des Hausmülls per Müllschlucker nicht mehr als zeitgemäß. Zum einen müssten zur Mülltrennung eigentlich getrennte Müllschlucker vorhanden sein, zum anderen verursacht im Schacht verbliebener Müll Geruchsbelästigungen und hygienische Probleme. Des Weiteren geht vom unsortierten Müll in den Behältern eine erhebliche Brandgefahr (Kamineffekt) aus. Aus diesen Gründen und wegen der Betriebskosten werden die Müllschlucker in vielen Gebäuden bei der Sanierung entfernt.
In den Bauordnungen vieler deutscher Bundesländer ist deshalb die Neuerrichtung und Weiterverwendung von Müllschluckern verboten, so z. B. für Nordrhein-Westfalen in § 44 Abs. 2 LBauO: „Vorhandene Abfallschächte dürfen nicht betrieben werden. Der Betrieb von Abfallschächten, die zum Zeitpunkt des Inkrafttretens dieser Vorschrift betrieben werden, kann widerruflich unter der Voraussetzung genehmigt werden, dass der Betreiber den sicheren und störungsfreien Betrieb und eine wirksame Abfalltrennung ständig überwacht und dies dokumentiert. Den Bauaufsichtsbehörden sind diese Aufzeichnungen auf Verlangen vorzulegen.“